# Carl Friedrich Hermann Klenze

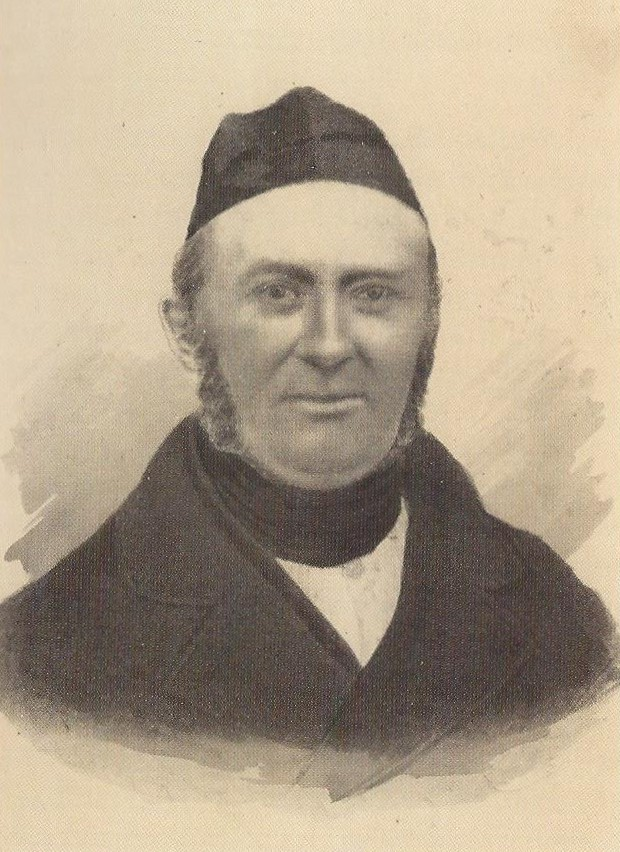
Carl Friedrich Hermann Klenze (1795–1878)

Carl Friedrich Hermann Klenze (* 4. September 1795 in Sankt Pauli, Bezirk Altona, Herzogtum Holstein; † 27. Februar 1878 in Burg (Dithmarschen)) war ein deutscher Jurist und Klosterpropst in Uetersen. Er engagierte sich in der Schleswig-Holsteinischen Erhebung.

## Leben
Er wurde als Sohn des Kaufmanns Adolf Philipp Klenze und seiner Frau Anna geb. Mädel (seine Großmutter war eine Schwester des Hamburger Bürgermeisters Johann Adolph Poppe) geboren. Von 1803 bis 1810 besuchte er die dänische Internatsschule der Herrnhuter Brüdergemeine in Christiansfeld. Danach sollte er den Beruf eines Kaufmannes erlernen; wegen der Hamburger Franzosenzeit brachte sein Vater ihn jedoch zu dem Theologen Johann Wilhelm Mannhardt in Hanerau-Hademarschen, bei dem er seine Kenntnisse in Griechisch und Latein vervollständigen und sich künstlerisch und musikalisch weiterbilden konnte.
Danach studierte Klenze von 1818 bis 1822 zunächst unter Bernhard Friedrich Thibaut evangelische Theologie an der Georg-August-Universität Göttingen. Später wechselte er in die juristische Fakultät der Christian-Albrechts-Universität zu Kiel. In dieser Zeit knüpfte er Verbindungen und schloss Freundschaften, die seinen Werdegang und die Richtlinien seines Schaffens beeinflussten. 1822 bestand Klenze sein juristisches Examen in Glückstadt mit „sehr rühmlicher Auszeichnung“ (II. Char. m. s. r. A.) und erhielt kurze Zeit später das Naturalisations-Patent. Nach einer fünfjährigen Tätigkeit als Amtssekretär beim Pinneberger Landdrosten Ernst August von Döring (1767–1850) wurde er im Jahr 1827 zum Klostersyndikus in Uetersen gewählt und heiratete im September desselben Jahres seine Frau Anna, eine geb. van der Smissen, die er bereits aus Hanerau-Hademarschen kannte. Aus dieser Ehe gingen fünf Kinder hervor. Am 23. Juni 1840 wurde Klenze vom König Christian VIII. von Dänemark und Norwegen zum Justizrat ernannt. Als Vertreter des 8. holsteinischen Wahlbezirks saß Klenze ab 1841 in der Holsteinischen Ständeversammlung in Itzehoe. In der Schleswig-Holsteinischen Erhebung wirkte er als gewählter Abgeordneter der Schleswig-Holsteinischen Landesversammlung in Kiel bis zu ihrer Auflösung am 11. Januar 1851. Damit endete auch Klenzes politische Tätigkeit und ihm blieb nur seine Stellung als Klostersyndikus in Uetersen. Durch die Änderung der schleswig-holsteinischen Gerichts- und Verwaltungsverfassung verlor er 1867 seine öffentlichen Ämter. Im 75. Lebensjahr legte er auch das Klosteramt nieder. Nach eigener Aussage wurde es ihm „...dadurch verleidet, daß der Klosterpropst allzu preußisch eingestellt war“. Klenze starb mit 82 Jahren in Burg in Dithmarschen. Sein Grab zierte ein einfacher Stein mit der Inschrift: Hier ruhet Carl Friedrich Hermann Klenze, im Glauben an seinen Heiland entschlafen.

## Wirken
Als Abgeordneter der Holsteinischen Ständeversammlung und Mitglied der Gesellschaft für vaterländische Geschichte brachte Klenze zahlreiche Vorschläge ein, die zum Teil große Beachtung fanden und auch umgesetzt wurden. Er verfasste viele gesellschaftspolitische und wirtschaftspolitische Schriften und beteiligte sich durch Diskussionen in den deutsch-dänischen Auseinandersetzungen in der Zeit um 1850. Auf sein Bestreben wurde am 6. Oktober 1842 die erste deutschsprachige schleswig-holsteinische Erwachsenenbildungseinrichtung als „Volkshochschule als Tagesschule“ an der südlichen Grenze des Herzogtums Schleswig eröffnet. In Rendsburg wurde 1842 auf seine Anregung die erste Fortbildungsschule für Landwirte eröffnet, die aber schon 1848 wieder geschlossen wurde. Seine Ideen der Erwachsenenbildung war der Grundstein für die spätere Gründungen der Volkshochschulen in Schleswig-Holstein.
Klenze war nicht nur ein Verfechter des Rechts und der Menschenwürde, sondern auch Initiator der Gemeindereform und Förderer der heimischen Wirtschaft und des gesellschaftlichen Zusammenlebens. So trieb er mit dem ersten Uetersener Bürgermeister Ernst Heinrich Meßtorf die Anerkennung des Marktfleckens zur Stadt voran. 1864 erhielt der Ort den Lokalstatus und übernahm 1869 die neugeschaffene schleswig-holsteinische Städte- und Fleckenverordnung als bindendes Verwaltungsrecht für den Ort, so dass der Ort am 13. Januar 1870 zur Stadt erhoben wurde. 1840 gründete er die noch heute bestehende Uetersener Liedertafel, die sich schnell zum kulturellen Mittelpunkt des aufstrebenden Fleckens entwickelte. Als Syndikus des Klosters Uetersen übernahm er 1827 die Amtsgeschäfte und kümmerte sich bald um Angelegenheiten die über seine eigentlichen Tagesarbeiten hinausgingen. So entwarf er einen Bewässerungsplan für den örtlichen Mühlenteich, damit zusätzlich zur Wassermühle eine Furniermühle betrieben werden konnte, und beriet Geschäfts- und Privatleute in rechtlichen Angelegenheiten. Er war Mitbegründer der Uetersener Spar- und Leihkasse und auf seine Anregungen wurde eine Volksküche für Bedürftige, eine Vermittlungseinrichtung für die Vermittlung von Arbeitsplätzen für Frauen und Männer eingerichtet.

## Werke
- Über das Verfassungswerk von Schleswig-Holstein – Eine Beleuchtung der Schrift des Herrn Kanzeleiraths und Landvogts U.J. Lornsen über denselben Gegenstand (1830)
- Versuch über die Bedeutung der Provinzialstände, mit besonderer Beziehung auf den Dänischen Staat. I. Von den Preussischen Provinzialständen (Unbekannter Ort, 1832)
- Versuch über die Bedeutung der berathenden Provinzialstände mit besonderer – Beziehung auf den dänischen Staat (Altona 1833)
- Ueber die Staatseinheit des dänischen Staats – Eine staatswissenschaftliche Skizze aus dem Gesichtspunkte des historischen Rechts. Der stillen Jubilarfeier des 14. April 1784 gewidmet. (Aue, Altona 1834)
- Ueber die Staatseinheit Holsteins. Eine staatswissenschaftliche Betrachtung über die erste Adresse der Holsteinischen Volksvertreter (Unbekannter Ort, 1835)
- Historisch-politischer Versuch, das Bewusstsein der Gegenwart zu ergründen des Versuches über die Bedeutung der Provinzialstände allgemeiner und erster Theil (Perthes, Besser & Mauke, Hamburg, 1836)
- Historisch-politischer Versuch die Lehre von dem Organismus des Staatsbaus u. die Staatsformen u. Reformen zu begründen (Perthes, Besser & Mauke, Hamburg, 1837)
- Prüfung der Eisenbahn-Projecte Schleswig-Holsteins – Resultat: Kiel, Glückstadt, Hamburg, Altona. Itzehoe (Schönfeldt, Itzehoe 1840).
- Die letzten Gründe zwischen den Dänen und Schleswig-Holsteinern oder staatsrechtlicher Beweis der Staatseinheit Schleswig-Holsteins (Perthes Besser u. Mauke in Comm. gedruckt bei Schönfeldt, Itzehoe 1843)
- Versuch eines Planes der neuen Districtseintheilung Schleswig-Holsteins als Grundlage der in Gemässheit des Staatsgrundgesetzes zu erlassenden organischen Gesetze (M. Bruhn, Schleswig 1849)
- Ueber das Princip der Garantien für die Herzogthümer (Perthes, Besser & Mauke, Hamburg 1857)
- Die Anklage des Aufruhrs, welche die Unterthanen Sr. Majestät des Königs in Dänemark und in den Herzogthümern Schleswig und Holstein gegen einander erhoben haben, rechtlich und politisch geprüft (Perthes, Besser & Mauke, Hamburg 1859)
- Dänemarks innere Politik im Widerstreite mit seiner äussern Politik (Dens, Hamburg 1861)
- Der Kampf zwischen Recht und Macht und das Suum Cuique in der Schleswig-Holsteinischen Sache (Perthes-Besser & Mauke, 1865)

### Beiträge im Itzehoer Wochenblatt
- Der Schleswig-Holsteinische Wegebau (1837)
- Schleswig-Holsteinische Chausseen (1838)
- Der § 6, seine Gegenwart und seine Zukunft (1838),
- Entgegnung auf viele Einwendungen gegen seinen Aufsatz (1838)
- An Dahlmanns Freund (1839)
- Schreiben an einen politischen Freund (1840)
- Offenes Schreiben an mehrere Ständedeputirte in Holstein und Schleswig (1841)
- Ueber die Halbbildung. Was wollen wir? Wie richten wir es aus? (1843)
- Dass der Begriff des politischen Mandates der Abgeordneten weder unjuristisch, noch gesetzwidrig, noch endlich in seinen Folgen nachtheilig sei

### Sonstige
Klenze schrieb nicht näher anzugebende Aufsätze im Hamburgischen Correspondent.